# Aleksandar Šoštar
Aleksandar Šoštar (Niš, 21. siječnja 1964.), bivši srbijanski vaterpolski vratar, predsjednik VK Partizan i Sportskog saveza Srbije. 2001. dobio je zlatnu značku Sporta, nagradu za najboljeg športaša u SR Jugoslaviji i za najboljeg muškog športaša po izboru Jugoslovenskog olimpijskog komiteta. Zanimljivo je da ima i hrvatske korijene: otac mu je Hrvat iz Ivanca. Visok je 196 centimetara i težak 102 kilograma.